# Ройс, Джосайя
Джосайя Ройс (англ. Josiah Royce; 20 ноября 1855 года, Калифорния — 14 сентября 1916 года) — американский философ-неогегельянец.
Член Национальной академии наук США (1906), член-корреспондент Британской академии (1916).

## Биография
В 1875 году закончил Калифорнийский университет. В 1875—1876 годах стажировался в Германии у Виндельбанда и Лотце в Геттингенском университете. В 1878 году получил степень доктора философии в университете Джонса Хопкинса, где слушал лекции Джемса и Пирса. C 1882 года и до конца жизни работал профессором Гарвардского университета. Являлся президентом Американской философской ассоциации.
Учился у него Джордж Боас.

## Философия
В своей философии критиковал прагматизм за отрицание высших ценностей. Развивал концепцию «абсолютного волюнтаризма», согласно которой отдельные личности (индивидуальное сознание) в совокупности составляют «универсальное сообщество» (общественное сознание), выполняющее волю «абсолютной личности» (Бога), влекущей нас в мир «божественной» гармонии. Индивиды, объединяясь в политические, экономические и религиозные сообщества, образуют «совершенный порядок». Американское общество философ считал выражением воли этой идеальной личности, или Абсолюта. В этом плане Ройс разделял гегелевскую философию истории, где люди рассматриваются исполнителями ролей Абсолютного Духа
Этику строил на идее лояльности — преданности чему-то вне себя. По его словам, высшего блага можно достичь путём «волевой, практической и бескомпромиссной преданности личности общему делу». Ройс обнаруживает ту преданность, о которой он говорит, в верности простых людей, выполняющих свой долг — иной раз таким образом, что их героизм оказывается отмеченным, но чаще безо всякой игры на публику. Она присутствует в воинах, которые проявляют преданность как во время мира, так и в случае войны; в мучениках, умирающих за веру; в терпеливых родителях, матерях и отцах, самозабвенно и ревностно тяжко трудящихся для своего семейства; «в спокойном и прилежном ревностном служении науке, которое сделало возможным жизненный подвиг Ньютона, или Максвелла, или Дарвина».
Сущность сознания и философии сводил к интерпретации знаков.